# Biserica de lemn Buna Vestire din Poiana Largului

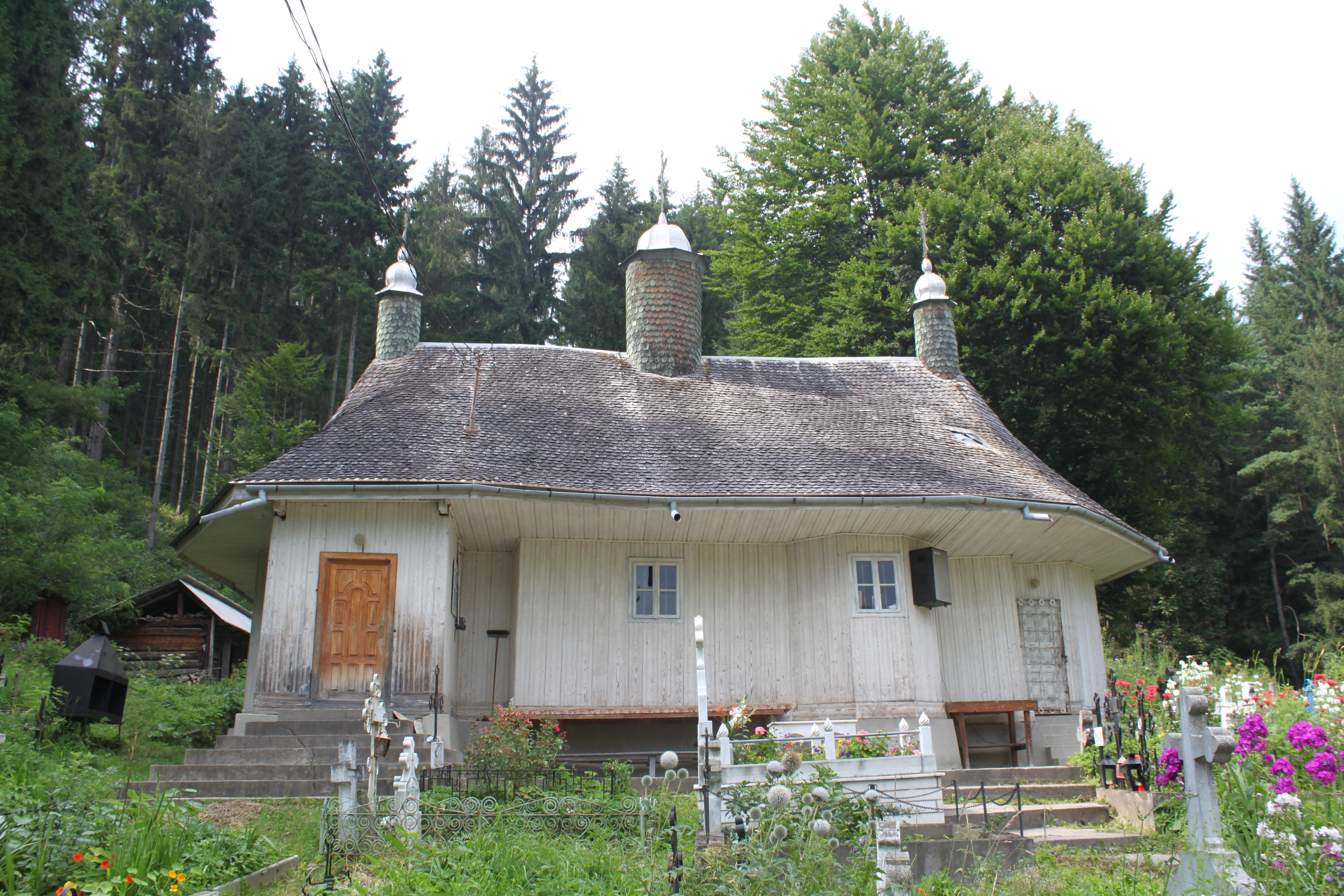
Biserica de lemn Buna Vestire din Poiana Largului, județul Neamț

Biserica de lemn Buna Vestire din Poiana Largului, comuna Poiana Teiului, județul Neamț.

## Istoric și trăsături
Tradiția identifică lăcașul de cult cu vechiul schit „Poienile”, ctitorie a mitropolitului Gheorghe Movilă, fratele lui Ieremia Movilă. Acesta a fost strămutat de pe valea Hangului la un moment exact neprecizat, devenind metoc al Mănăstirii Neamț. Sunt avansate ca date de ridicare ale bisericii provenite din vechiul schit fie anul 1741, fie începutul secolului XVIII.
O legendă atribuită întemeierii bisericii, afirmă că domnitorul Petru Rareș în luna septembrie 1538, s-a oprit după ce fusese trădat turcilor, în fuga lui la schitul Buna Vestire de la Gura Largului. Călugării de aici după ce l-au costumat în monah, l-au ocrotit și condus până la Schitul Rarău, de unde acesta a trecut în Transilvania. Ca muțumire, în a doua sa domnie Petu Rareș a ridicat în locul numit „Groapa bisericii“ o altă biserică de lemn, mai mare. Din lemnul bisericii lui Petru Rareș, strămutat mai la vale, s-ar fi ridicat biserica actuală. La vale a fost adus și inventarul schitului, respectiv catapeteasma și brâul despre care există afirmația că ar fi aparținut domnitorului Petru Rareș, precum și câteva icoane.